# Acteonoidea
Acteonoidea d'Orbigny, 1842 è una superfamiglia di molluschi gasteropodi.

## Tassonomia
Comprende le seguenti famiglie:
- Acteonidae d'Orbigny, 1842
- Aplustridae Gray, 1847